# Джон Бібі
Джон Бібі (англ. John Biby, 23 лютого 1912 — 23 березня 2002) — американський яхтсмен.
Олімпійський чемпіон 1932 року в класі 8 метрів.